# Нану (футболист)
Эуланиу Анжело Шипела Гомиш (порт. Eulânio Ângelo Chipela Gomes, более известный, как Нану порт. Nanu; род. 17 мая 1994, Коимбра) — бисау-гвинейский футболист, защитник клуба «Самсунспор» и сборной Гвинеи-Бисау.
Нану родился в Португалии в семье выходцев из Гвинеи-Бисау и принял решение выступать за историческую родину.

## Клубная карьера
Нану — воспитанник клубов «Табоейра», «Бенфика» и «Бейра-Мар». 27 июля 2013 года в поединке Кубка португальской лиги против «Портимоненсе» игрок дебютировал за основной состав последних. 12 августа в матче против дублёров «Порту» он дебютировал в Сегунда-лиге. В 2014 году игрок на правах аренды выступал за «Гафанья».
В начале 2018 года Нану на правах свободного агента подписал контракт с «Маритиму», где для получения игровой практики играл за дублирующий состав. 15 апреля 2018 года в матче против «Морейренсе» он дебютировал в Сангриш-лиге. 16 февраля 2020 года в поединке против «Пасуш де Феррейра» игрок сделал «дубль», забив свои первые голы за «Маритиму».
В 2020 году Нану перешёл в «Порту». 20 сентября в матче против «Санта-Клара» он дебютировал за новый клуб. 10 января 2022 года Нану был взят в аренду клубом MLS «Даллас» на один год с опцией выкупа. В североамериканской лиге он дебютировал 26 февраля в матче стартового тура сезона против «Торонто». По окончании сезона 2022 «Даллас» не стал выкупать Нану у «Порту». В начале 2023 года игрок был арендован «Санта-Кларой». 4 февраля в матче против «Боавишты» он дебютировал за новую команду.
Летом 2023 года Нану перешёл в турецкий «Самсунспор». 27 августа в матче против «Кайсериспора» он дебютировал в турецкой Суперлиге.

## Международная карьера
8 июня 2019 года в товарищеском матче против сборной Анголы игрок дебютировал за сборную Гвинеи-Бисау. В том же году Нану принял участие в Кубке Африки в Египте. На турнире он сыграл в матчах против Бенина и Ганы. 4 сентября в отборочном матче чемпионата мира 2022 года против сборной Сан-Томе и Принсипи Нану забил свой первый гол за национальную команду.
В 2024 году Нану принял участие в Кубке Африки 2023 в Кот-д’Ивуаре. На турнире он сыграл в матче против сборной Нигерии.

### Голы за сборную Гвинеи-Бисау
| #   | Дата            | Место                                  | Противник           | Счёт | Результат | Соревнование                     |
| --- | --------------- | -------------------------------------- | ------------------- | ---- | --------- | -------------------------------- |
| 01. | 4 сентября 2019 | 12 июля, Сан-Томе, Сан-Томе и Принсипи | Сан-Томе и Принсипи | 0:1  | 0:1       | Чемпионат мира 2022 квалификация |